# Relações entre Canadá e Japão
As relações canadense-japonesas são as relações diplomáticas entre o Canadá e o Japão. Os dois países desfrutam de uma companhia amigável em muitas áreas. As relações diplomáticas entre os dois países começaram oficialmente em 1928, com a abertura do consulado japonês em Ottawa. Em 1929, o Canadá abriu sua delegação em Tóquio, a primeira da Ásia. Nesse mesmo ano, o Japão é o consulado de Ottawa para a forma de delegação.
Criada em 1929, a missão canadense ao Japão é a missão mais antiga do Canadá na Ásia e a terceira mais antiga missão não Commonwealth, depois dos Estados Unidos e da França. O Canadá tem uma embaixada em Tóquio e um consulado em Nagoya. O Japão tem uma embaixada em Ottawa e quatro consulados-gerais em Calgary, Montreal, Toronto e Vancouver. Ambos os países são membros de pleno direito da OCDE, CPTPP e APEC.